# もったいない

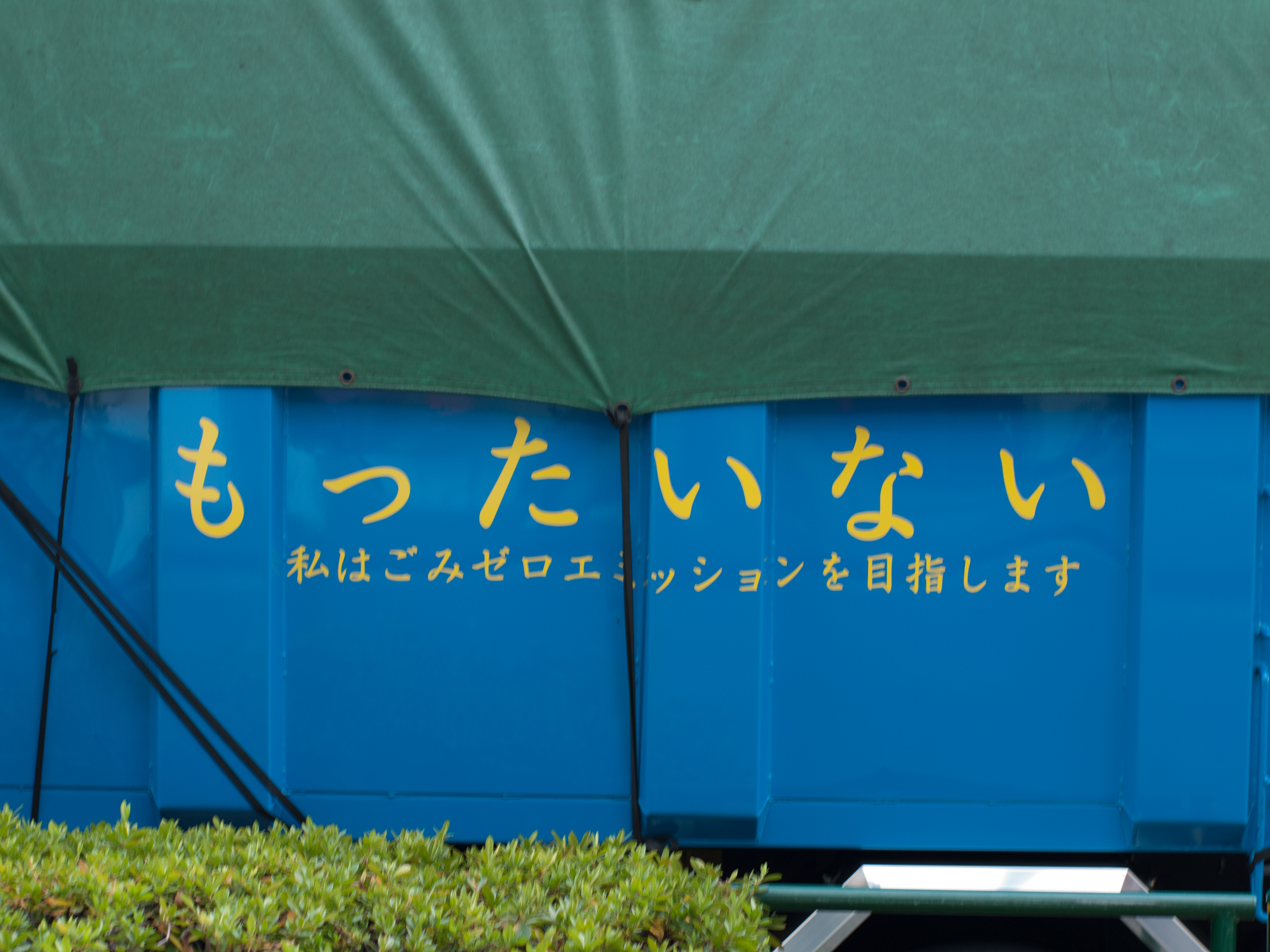
「もったいない 私はごみゼロ・エミッションを目指します」とラッピングされたトラック

もったいない（勿体無い）とは、物の本来あるべき姿がなくなるのを惜しみ、嘆く気持ちを表している、日本語の単語・形容詞である。

## 概説
「勿体無い」は、もともと「不都合である」、「かたじけない」などの意味で使用されていた。現在では、それらから転じて、一般的に「物の価値を十分に生かしきれておらず無駄になっている」状態やそのような状態にしてしまう行為を、戒める意味で使用される。
「勿体無い(勿体無し)」という言葉はおよそ室町期から使われるようになった言葉で、新村出編の広辞苑(第三版,1983)によれば「①神仏・貴人に対して不都合である。不届きである。②畏れ多い。かたじけない。ありがたい。③むやみに費やすのが惜しい。」と三つの意味が説明されているが、現在ではほぼ③の意味でしか使われていない。
室町時代の国語辞典『下学集』(1444)の「言辞門」によると、「勿体」とは「正体無し」という意味、とある。ここでいう「正体」とは「隠されている本来の姿」「神仏の本体」。(「正体」の対義語として「勿体」は考えられていたようだ。）同じく『下学集』に続けて「勿体無し」とは「大いに正理を失う」とある。
「勿」の一字に「無し」の意味があるので、「勿体無し」は二重否定(つまり肯定)になるべき表現だが、むしろ「無い」ということを二回重ねることで、「正体」が失われていることを強調していると思われる。
神仏の真実の姿としての「御正体(みしょうたい)」から、その対義語としての「勿体（正体が無い）」という言葉が生まれ、肝心な、大切な本質が無いことをさらに強調して「勿体無し」と語られる時に、「大いに正理(正しい筋道)を失う」つまり、大事なものを見失ってしまったことを非難したり嘆いたりするニュアンスも含まれるようになった。
上記を補って再考してみると、
①（神仏の正体を失っては)不都合だ、不届きである②(自分ごときに神仏・貴人の恩恵が届くなどとは分不相応であり、正しい筋道ではないので)恐れ多い、かたじけない、ありがたい③(物事の本来の能力や使い道などを生かし切らずに失うのは)無駄にしてしまって惜しい
というように、「正体」の部分が移ろっていっているのがわかる。
なお、「勿体」は「物体」とも混用表記されるが、そこから「物体（もったい）とは元来は仏教用語」という説明がネット上に散見するが、その具体的な意味も論拠を述べるソースの明示もなく、仏教用語説は誤情報と思われる。

## MOTTAINAI・もったいない運動

### ワンガリ・マータイ

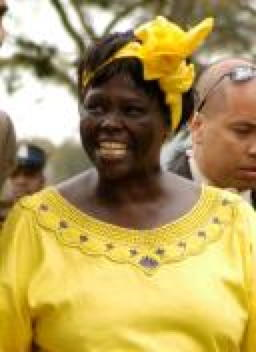
ワンガリ・マータイ
（2006年）

ワンガリ・マータイは、ケニア出身の環境保護活動家である。環境分野で初めてノーベル平和賞を受賞した人物でもある（2004年）。
『MOTTAINAI』との出会い（2005年2月）
京都議定書関連行事のため、毎日新聞社の招聘により日本を訪問。その時、同社編集局長とのインタビューで「もったいない」という言葉を知る。
「もったいない」は"wasteful"と同じ意味であって、両方の言葉は環境問題を考えるに重要な概念と話したという。
同年2月17日に、当時の内閣総理大臣・小泉純一郎と会談した際、"wasteful"という言葉を使用したが、「もったいない」という言葉を使ったと報道された。
同年3月には国連女性地位委員会で出席者全員に「もったいない」と唱和させたりするなど、世界へこの語を広めようとしている。
『MOTTAINAI』を世界共通の言葉とする理由
「もったいない」に感銘を受けた後、この意思と概念を世界中に広めるため他の言語で該当するような言葉を探したが、
- 「もったいない」のように、自然や物に対する敬意、愛などの意思（リスペクト）が込められているような言葉が他に見つからなかった。
- 消費削減（リデュース）、再使用（リユース）、再生利用（リサイクル）、尊敬（リスペクト）の概念を一語で表せる言葉も見つからなかった。

そのため、そのまま『MOTTAINAI』を世界共通の言葉として広めているという（『世界一受けたい授業』（日本テレビ系のテレビ番組）などで語った所による）。
グレンイーグルズ・サミット（2005年7月）
歌手のボノやボブ・ゲルドフなどとともに、英首相のトニー・ブレアにアフリカ支援を訴えた（イギリス・スコットランドのパースシャーで開かれた主要国首脳会議）。
その後、エディンバラのサッカー場で開催されたライブ8（Live 8）コンサートで、6万人の観衆に「もったいない」を紹介。
その他の活動
南アフリカ共和国・ヨハネスブルクでネルソン・マンデラ前大統領の87歳の誕生日を祝う式典にも招かれ、ビル・クリントン前米大統領ら約1,000人の招待者にMOTTAINAIを呼びかけた。
アメリカ合衆国ハーバード大学やエール大学などの講演でも「日本人の知恵」としてこの言葉を紹介している。
再来日（2006年2月）
毎日新聞社の招きで再来日し、当時の環境大臣・小池百合子やトヨタ自動車名誉会長・豊田章一郎、歌手・倉木麻衣など、政財界の首脳や著名人と会談する一方で、千葉県松戸市の小学校や早稲田大学、横浜国立大学、北九州市など日本各地で講演し、さまざまなイベントで市民と交流した。
この際、日本の伝統美である風呂敷を「もったいない精神の象徴」と紹介し、小池と一緒に「Furoshiki」をアピールし、風呂敷ブームを巻き起こした。
自叙伝での紹介
2006年10月に発刊。タイトルは「Unbowed」（「不屈、へこたれない」の意味）。
アフリカの緑化活動、「グリーンベルト運動」を軌道に乗せるまでの苦難の半生を描いたものであり、その序文でも「MOTTAINAI」を紹介している。
マータイや山口昭（後述）が唱える「もったいない精神」に共通しているのは、本来、日本人が「もったいない」で感じるネガティブな概念を昇華し、これを人やもの、生物、自然、平和を敬う3R運動や環境保護、平和運動の実践理念としてポジティブにとらえている点である。

### マリナ・シルバ
ブラジル・アマゾン出身の環境保護活動家マリナ・シルバ（1958年2月8日－）は、ブラジル環境相在任中の2004年から2007年の間、アマゾンの森林破壊を59%減らした功績で世界的に著名。
シルバは1996年、アマゾンの環境保護活動をめぐって環境保護に功績のあった草の根の活動家に贈られるゴールドマン環境賞を受賞。 2007年にはUNEPからChampions of the Earthに認定され、2009年には「アマゾン熱帯雨林の保護活動で比類のない勇気と功績を示した」として、国際的な環境保護活動に貢献した人物に贈られるソフィー賞を受賞している。ゴールドマン環境賞とソフィー賞はワンガリ・マータイも受賞している。
シルバは、MOTTAINAIキャンペーン10周年を迎えた2015年に毎日新聞社の同キャンペーン事務局の招きで初来日し、10月10日から17日までの間、上智大学で講演やシンポジウムに出席したほか、東日本大震災の被災地の宮城県名取市や熊本県水俣市、北九州市、広島市など各地を訪問し、市民との交流を深めた。
また、東京・竹橋のバレスサイドビルにある「MOTTAINAI STATION&Shop」も訪問、4R(リデュース、リユース、リサイクル、リスペクト)をコンセプトにした商品を見学した。「MOTTAINAI」という日本語について「新たな発展モデルを創る心の支えとなる言葉だ」と強く賛同、故ワンガリ・マータイの後継者としてキャンペーンを世界に広げていくことを約束した。

### 小泉純一郎
マータイの活動を受け、2005年（平成17年）3月24日の2005年日本国際博覧会（愛知万博）開会式で「もったいない」に言及し、この言葉を万博を通じて広めたいと語った。この開会式にはマータイも参加した。
さらに、同年度版環境白書、循環型社会白書も「もったいない」に言及。「もったいない」は日本の国家キャンペーンとなった。

### 毎日新聞
毎日新聞は、他紙に先駆けて紙面に環境面を設けたり、「科学環境部」という取材セクションを作るなど従前から環境問題に積極的に取り組んできた。
また、アルピニストの野口健をメインキャラクターに、富士山をきれいにする「富士山再生キャンペーン」などにも社を挙げて取り組んでいる。
アフリカ問題でも、アフリカ難民キャンペーンなどを展開。マータイを最初に招聘したのも、その一環だった。
同社は、2005年3月よりマータイを名誉会長に迎え、社内に事務局を設置して「MOTTAINAIキャンペーン」と銘打ったMOTTAINAIをキーフレーズとする環境キャンペーンを開始し、彼女とともに世界に地球環境保全を訴え続けている。

### 伊藤忠商事
伊藤忠商事はキャンペーンに参画して毎日新聞社などとともに資源循環型のブランド商品開発を利用してライセンスビジネスを開始した。
リサイクル原料などを使ったネクタイや風呂敷、家具、肥料、伝統工芸品、ケニアの女性によるフェアトレード商品の「もったいないサンクスバンド」、「サンクスバッグ」などを世界に販売している。

### 日本青年会議所
社団法人日本青年会議所（JCI-Japan）発「もったいない」運動は、1994年（平成6年）から1999年（平成11年）まで国際青年会議所（JCI）の公認プログラムとして採用され「グローバルMOTTAINAIムーブメント」としてJCIの海外拠点がある各国で展開された。

### 滋賀県県知事選
滋賀県知事選挙（2006年〈平成18年〉7月）
嘉田由紀子が、巨額債務問題と無駄な公共工事の削減（特に栗東市に建設予定の東海道新幹線新駅建設凍結）を掲げて立候補、そのキャッチコピーとして「もったいない」を使用し、当選した。

## もったいない運動の先駆け
もったいない運動のさきがけとしては、1936年（昭和11年）10月23日のケルンで開かれた「無駄なくせ闘争(Kampf dem Verderb)」と呼ばれる展示会（展示会の正式名は、「15億をめぐる闘争」）の開会式においてヘルベルト・バッケの演説から始まったドイツの啓蒙運動をあげることができる。バッケの演説は聴衆に食べ物を粗末にしていないかなどと日常生活の反省を促し、日常のもったいなさ精神を強く喚起させるものであった。運動の主役は各家庭のとくに主婦であるとされ、食品の廃物リサイクルなどを推進し一定の成果を挙げた。日本では、1937年（昭和12年）から始まった国民精神総動員運動によって、物資の節約、廃品、金属等の回収・リサイクル、歓楽街のネオンのライトダウンなどの取り組みが行われている。

## 関連図書
- 『もったいない』（プラネット・リンク編、マガジンハウス刊、ISBN 4838716095）
- 『もったいない』（山口昭著、講談社刊）
- 『私の、もったいない』（マガジンハウス刊）
- 『もったいない ばあさん』（真珠まりこ著、講談社刊）

## 関連楽曲等
- 『MOTTAINAI』（さだまさし／アルバム「とこしへ」に収録）
- 『MOTTAINAI』（子供5人のユニット「グリーン・グローブ」によるグリーンベルト運動オフィシャルソング）
- 『アキラのもったいない音頭』（小林旭）
- 『MOTTAINAI 〜もったいない〜』（ルー大柴&仁井山征弘、みんなのうた）
- 『もったいないばあさん音頭」（作詞：真珠まりこ、作曲：中川ひろたか）
- 『もったいない音頭』（東京都北区立中里保育園）
- 『MOTTAINAI 2005』（あずみ&みは）
- 『もったいない』（Syrup16g／アルバム「HELL-SEE」に収録）
- 『もったいないとらんど』（きゃりーぱみゅぱみゅ）
- 『MOTTAINAI』（YeYeのアルバム）
- 『MOTTAI』(P丸様。)